# Brian Stanley

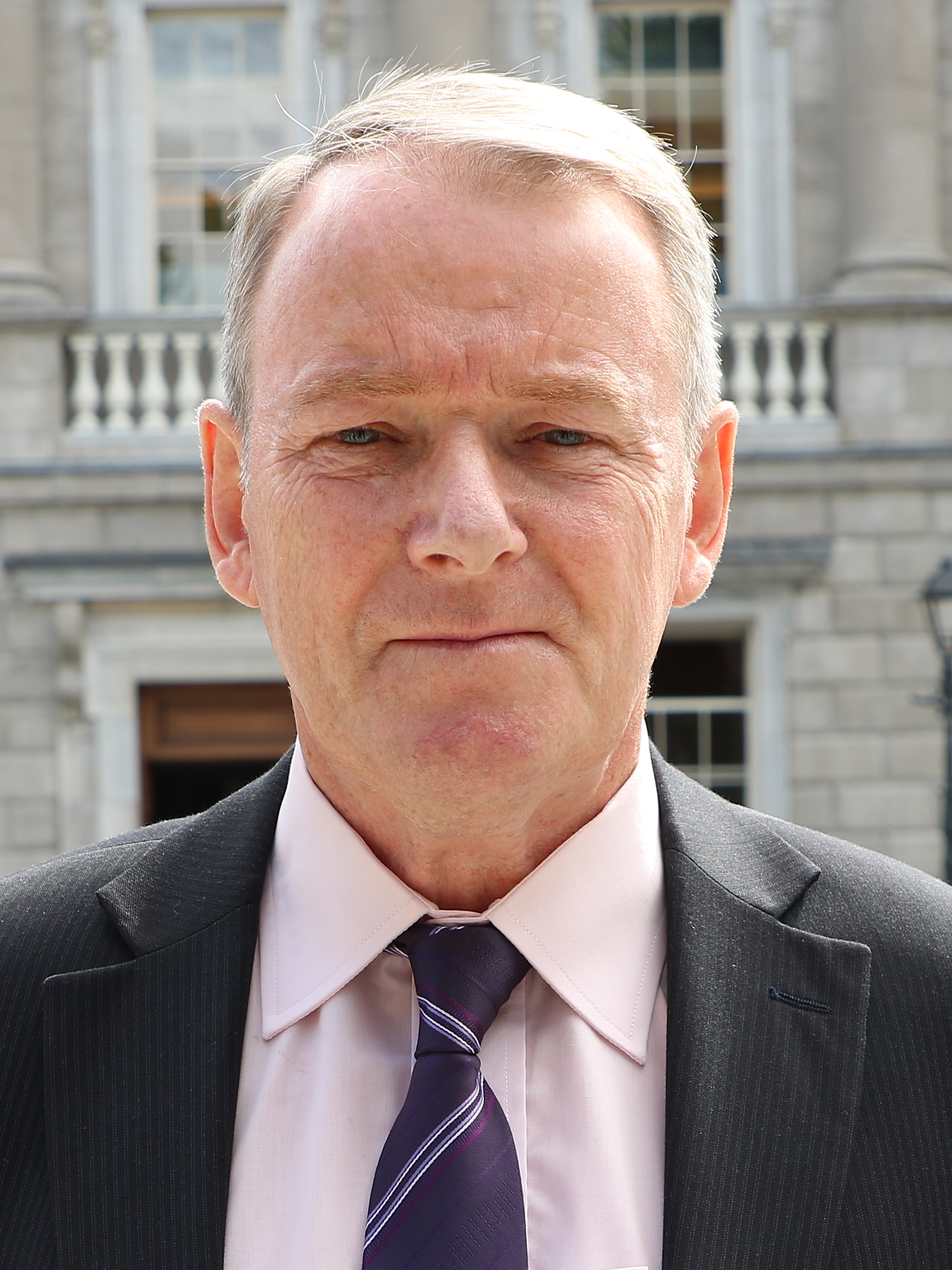
Brian Stanley (2019)

Brian Stanley (irisch Brian de Stainléigh, * 12. Januar 1961 in Borris-in-Ossory, County Laois, Irland) ist ein irischer Politiker, der seit März 2011 Abgeordneter im Dáil Éireann ist. Bis zum 12. Oktober 2024 war er Mitglied der Sinn Féin.

## Leben
Stanley studierte am Dublin Institute of Technology, lebte und arbeitete in den 1980er Jahren in Großbritannien. Er kehrte dann nach Irland zurück. 1999 wurde in den Town Council von Port Laoise gewählt und konnte seinen Sitz 2004 verteidigen. 2002 und 2007 versuchte er ohne Erfolg im Wahlkreis Laois–Offaly in den Dáil Éireann gewählt zu werden. 2004 und 2009 zog er in den Laois County Council ein. Bei den Wahlen 2011 war er dann erfolgreich und erreichte einen Sitz im Wahlkreis Laois–Offaly. Sowohl 2016 und 2020 war er erneut erfolgreich, wobei der Wahlkreis 2016 auf Laois verkleinert wurde und ab 2020 wieder Laois–Offaly war.
Stanley war Mitglied des Finanzausschusses und von 2020 bis 2024 Vorsitzender dieses Ausschusses. Im Juli 2024 wurde in der Sinn Féin eine Beschwerde eines weiblichen Parteimitglieds bekannt. Die Partei löste ein Parteiordnungsverfahren aus. Stanley fühlte sich zu Unrecht verfolgt, bezeichnete die parteiinternen Ermittlungen als Känguruhgericht, weil sie ohne Rechtsgrundlage erfolgten und trat aus der Partei aus.

## Privates
Brian Stanley ist mit Caroline Dwane Stanley verheiratet, mit der er zwei Kinder hat. Caroline Dwane Stanley ist Mitglied des Laois County Councils.